# Förgiftning
Förgiftning eller intoxikation (förkortat intox.) är ett tillstånd att ha intagit eller på annat sätt kommit i kontakt med giftiga ämnen, som verkar patogent. 
Läran om gifter och deras verkan kallas toxikologi. I Sverige vårdas ca. 10-15 000 personer per år på sjukhus till följd av en akut förgiftning. I Sverige dör omkring 1100 personer per år på grund av förgiftning, av dessa tillkommer ett antal missbruksrelaterande dödsfall. De flesta dödsfall som kan kopplas till akut förgiftning dör utanför sjukhusets väggar. Överlevnaden ökar om man tar sig till sjukhus och där är det endast 0,5% som avlider.
En förgiftning kan vara akut eller kronisk. De personer, som inkommer till sjukhus på grund av förgiftning, är oftast akut förgiftade med något ämne som de avsiktligt intagit, till exempel alkohol, narkotika eller läkemedel, så kallade akuta drogförgiftningar, svampförgiftning eller annan akut matförgiftning. Många av de akuta förgiftningarna kan kopplas till suicidalfall. Kroniska förgiftningar kan ske med ämnen, som lagras i kroppen, och som personen varit i kontakt med under lång tid, exempelvis bly eller kvicksilver.

## Symptom
Symptomen vid förgiftning varierar beroende på vilken substans, som orsakar förgiftningen. Ett av de mest giftiga ämnen som finns är vätecyanid, som orsakar snabb död genom att förhindra cellandningen. Nervgaser kan förlama nervsystemet efter några sekunders exponering. Bett av vissa ormar och spindlar kan också medföra snabb död. 
Svåra förgiftningar kan inträffa efter kontakt med kemikalier och vid inandning av giftiga gaser vid bränder. Giftiga svampar kan också ge allvarliga förgiftningssymptom.

## Behandling
Behandlingen av förgiftade personer med andningsbesvär, slöhet, medvetslöshet eller epilepsianfall ska genomföras på sjukhus.  
När en person drabbas av en förgiftning kan receptfritt aktivt medicinskt kol ges som första hjälpen av envar vid många av fallen efter kontakt med giftinformationscentralen via SOS Alarms nödnummer 112. Medicinskt kol binder verkningsfullt ett stort antal gifter och läkemedel och förhindrar där med att ämnena tas upp i kroppen och rekommenderas därför administreras så snart som möjligt i väntan på kvalificerad sjukvård efter kontakt med giftinformationscentralen. Medicinskt kol är dock olämpligt att administrera vid vissa typer av förgiftningar till exempel vid förgiftning till följd av frätande ämnen samt petroleumprodukt; därav vikten att kontakta giftinformationen via SOS Alarm före administrering.